# Monts Cambriens
Les monts Cambriens (en anglais Cambrian Mountains, en gallois Mynyddoedd Cambria ou Elenydd) sont une série de massifs principalement situés au pays de Galles.

## Toponymie et définition
À l'origine, le terme « monts Cambriens » s'appliquait aux hautes terres du pays de Galles. Depuis les années 1950, le nom désigne de plus en plus souvent les Mid Wales (Elenydd en gallois) qui s'étendent de Plynlimon à Mynydd Mallaen.
Cet endroit stérile et à faible densité est souvent surnommé le « désert du pays de Galles ».

## Géographie

### Topographie
Les monts Cambriens comprennent les montagnes de Galles du Sud, les Brecon Beacons, le Nord du Carmarthenshire et du Ceredigion, les Black Mountains dans l'Est et le Snowdonia au Nord. Ils culminent à plus de 900 mètres d'altitude dans le Snowdonia alors que les sommets du Sud sont moins élevés.
De nombreuses rivières y prennent donc leur source, comme la Severn, la plus grande, au centre du pays de Galles.

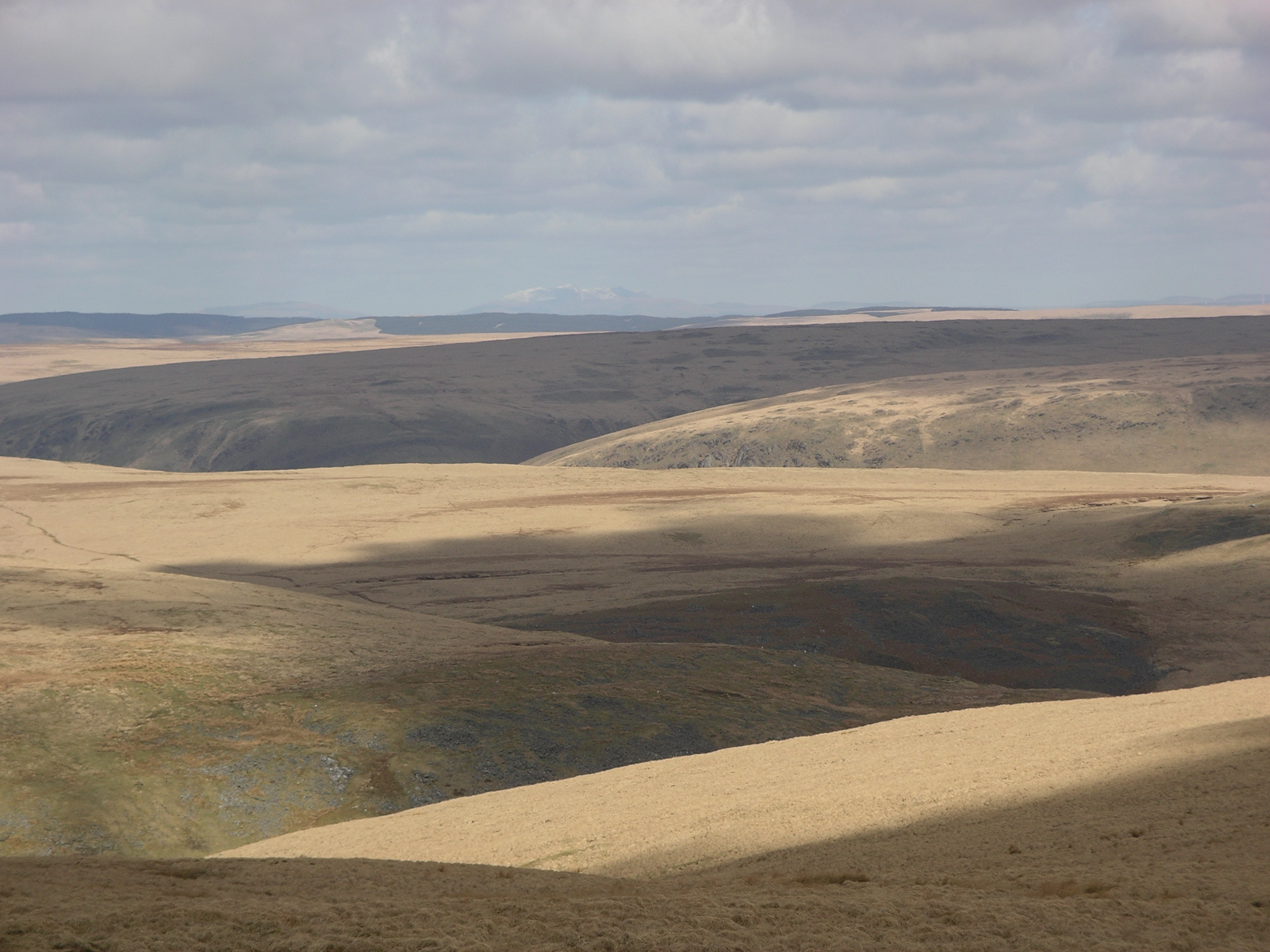
Le désert du pays de Galles.

Le point le plus haut de la région centrale est Plynlimon. Cette région regroupe les sources de la Severn et de la rivière Wye, elle fut proposée sans succès comme parc national.
Les principaux sommets de la région centrale sont :
- Pen Pumlumon Fawr 752 m ;
- Pen Pumlumon Arwystli 741 m ;
- Pen Pumlumon Llygad-bychan 727 m ;

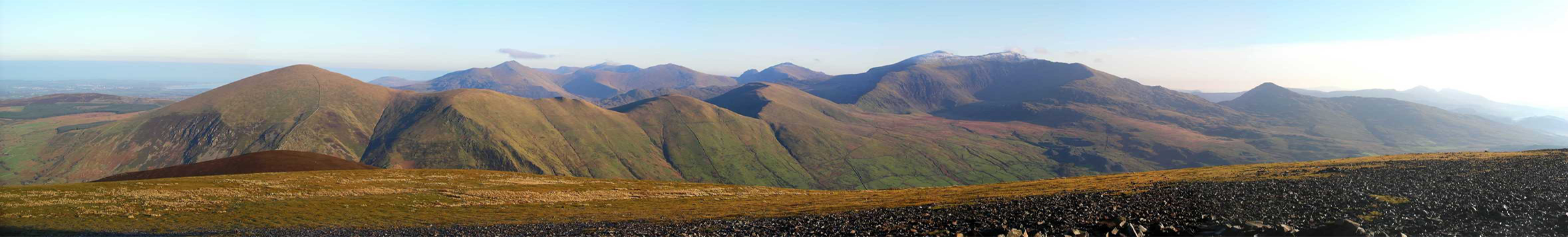
Vue panoramique du massif de Snowdon.

- Y Garn 684 m ;
- Pumlumon Fach 668 m ;
- Great Rhos 660 m ;
- Black Mixen 650 m ;
- Drygarn Fawr 645 m ;
- Gorllwyn 613 m ;
- Bache Hill 610 m ;
- Pen y Garn 610 m ;
- Y Gamriw 604 m ;
- Llan Ddu Fawr 593 m ;
- Pegwn Mawr 586 m.

### Géologie
Les montagnes situées au nord sont constituées de roches volcaniques alors que celles du sud sont d'origines sédimentaires : grès rouge et calcaire carbonifère. Les roches datent de l'ère cambrienne du Paléozoïque (entre 542 et 488 millions d'années).

### Climat
Les monts Cambriens font directement face à l'Atlantique, et bénéficient des vents d'ouest chargés en humidité.

## Barrages et parcs éoliens
Cefn Croes, site contesté d'un projet de parc éolien, est situé dans les monts Cambriens, entre Aberystwyth et Llangurig.
L'endroit accueille également Elan Valley Reservoirs et Llyn Brianne, qui alimentent respectivement les West Midlands et le sud du pays de Galles. On y trouve également les barrages de Clywedog et de Nant-y-moch.